# Igreja de São Paulo nas Três Fontes
San Paolo alle Tre Fontane ("São Paulo nas Três Fontes") é uma igreja de Roma dedicada a São Paulo e construída no local onde supostamente se deu o seu martírio, no quartiere Ardeatino de Roma. Em latim, seu nome é Sancti Pauli ad Aquas Salvias ("São Paulo em Aquae Salviae").
O cardeal-diácono protetor da diaconia de São Paulo na Tre Fontane é Mauro Piacenza, arcebispo de Victoriana.

## História
Quando o apóstolo São Paulo foi decapitado, sua cabeça quicou três vezes e fontes jorraram milagrosamente em cada um dos lugares onde ela bateu no chão. Porém, estas fontes, chamadas de "Aquae Salviae", eram conhecidas desde o período pré-cristão e escavações revelaram pisos em mosaico muito antigos. No local estão três coberturas monumentais simbólicas das três fontes, seladas em 1950 quando a poluição tornou a água impura para beber.
A primeira igreja no local foi construída no século V. Ela foi reconstruída em 1599 por Giacomo della Porta para o cardeal Pietro Aldobrandini. Atualmente, está sob os cuidados dos trapistas da Abadia das Três Fontes.
Acredita-se que uma coluna abrigada na igreja é a mesma na qual Paulo foi amarrado quando foi decapitado, mas esta história é, aparentemente, mais recente e a coluna é nada mais que uma das muitas disponíveis nas ruínas romanas nos arredores. Uma "Crucificação" de Guido Reni estava antigamente Em San Paolo, mas agora está no Vaticano. Uma capela do lado direito ainda ostenta uma "Decapitação de São Paulo" de Bartolomeo Passerotti.
Restos de um piso em mosaico do período romano tardio estão preservados na nave. Eles foram doados para a igreja pelo papa Pio IX e acredita-se que tenham vindo de Óstia Antica, o porto de Roma durante o período imperial.

## Galeria

Imagens da igreja
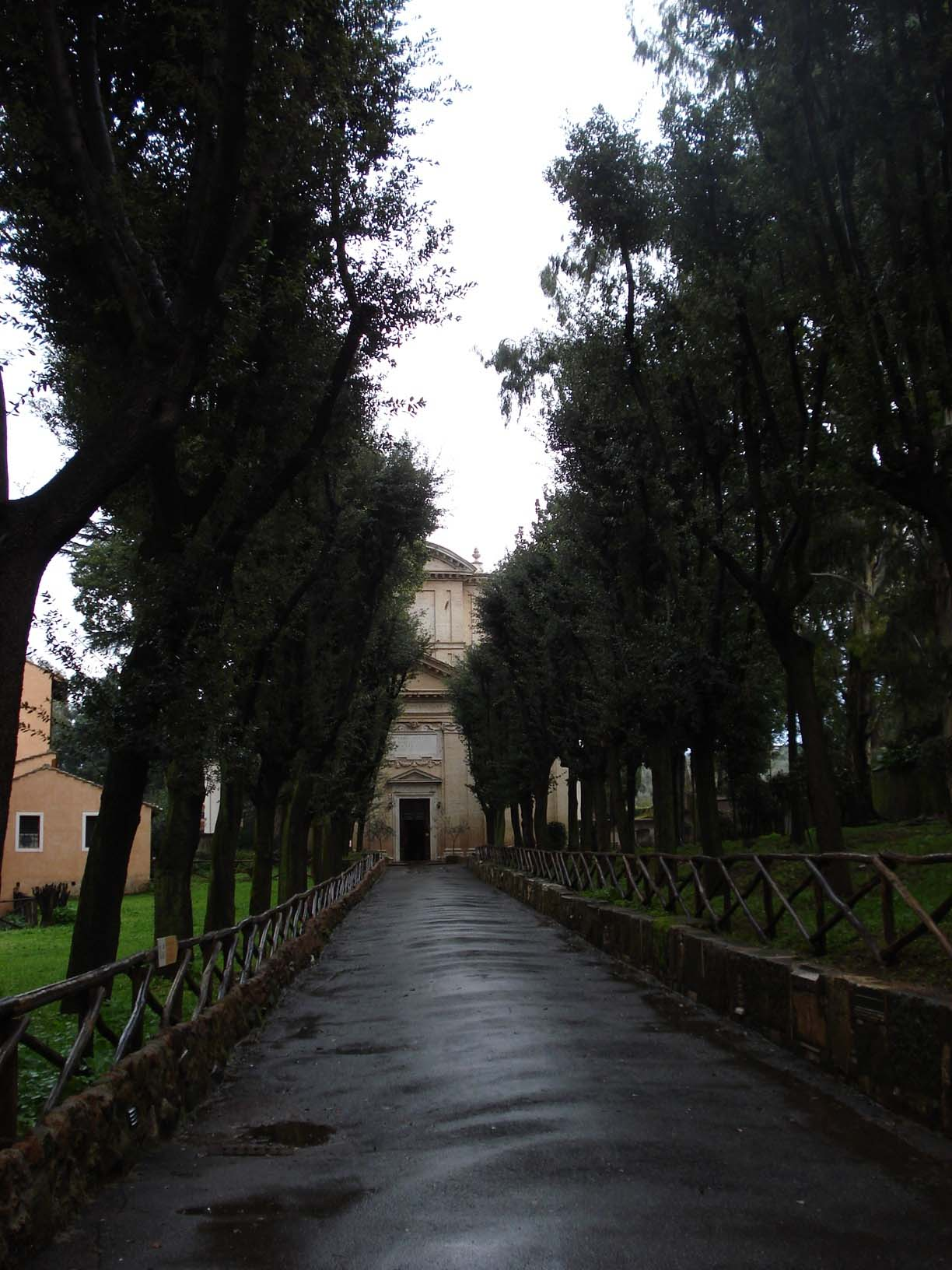
Caminho até a igreja
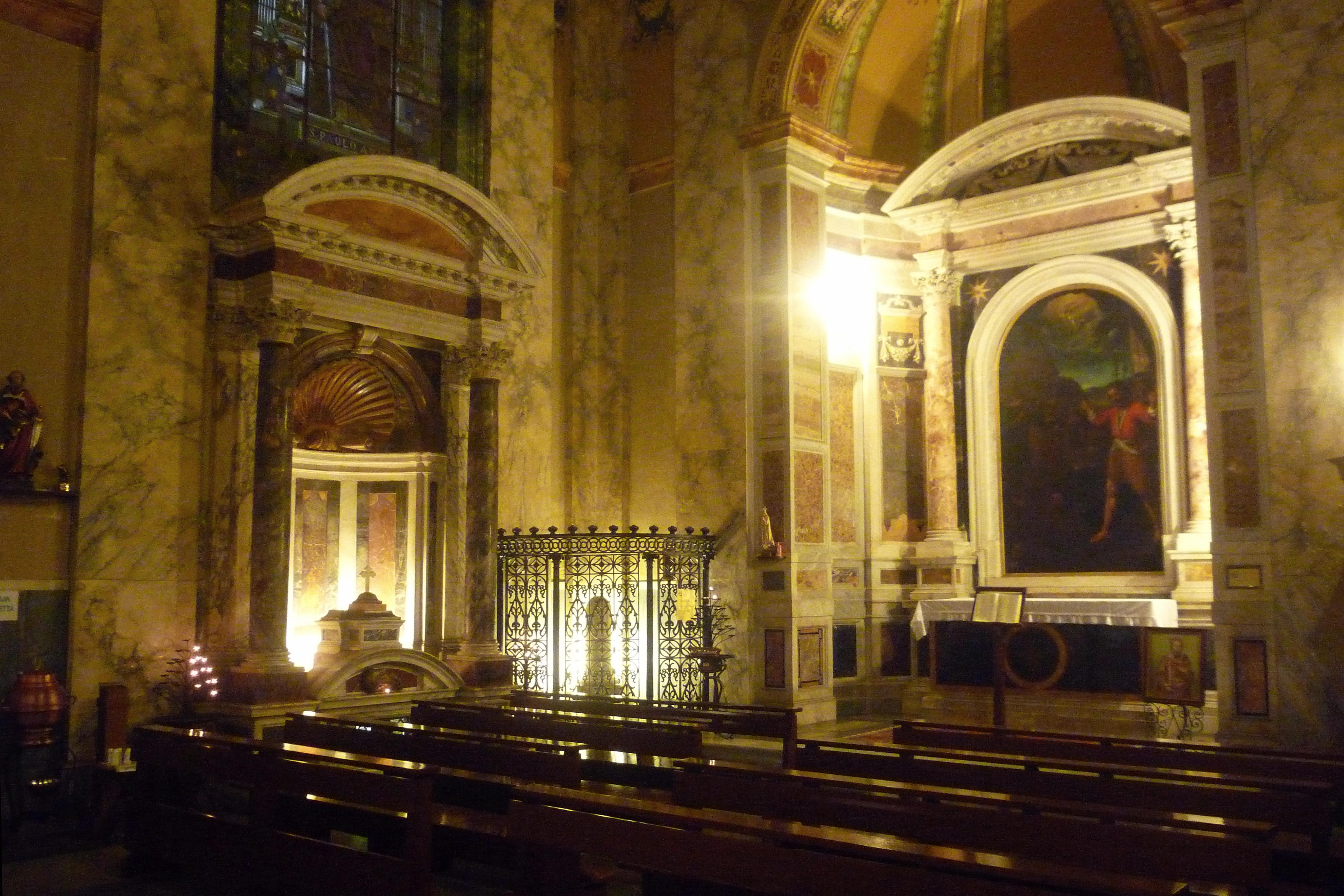
Imagem do interior
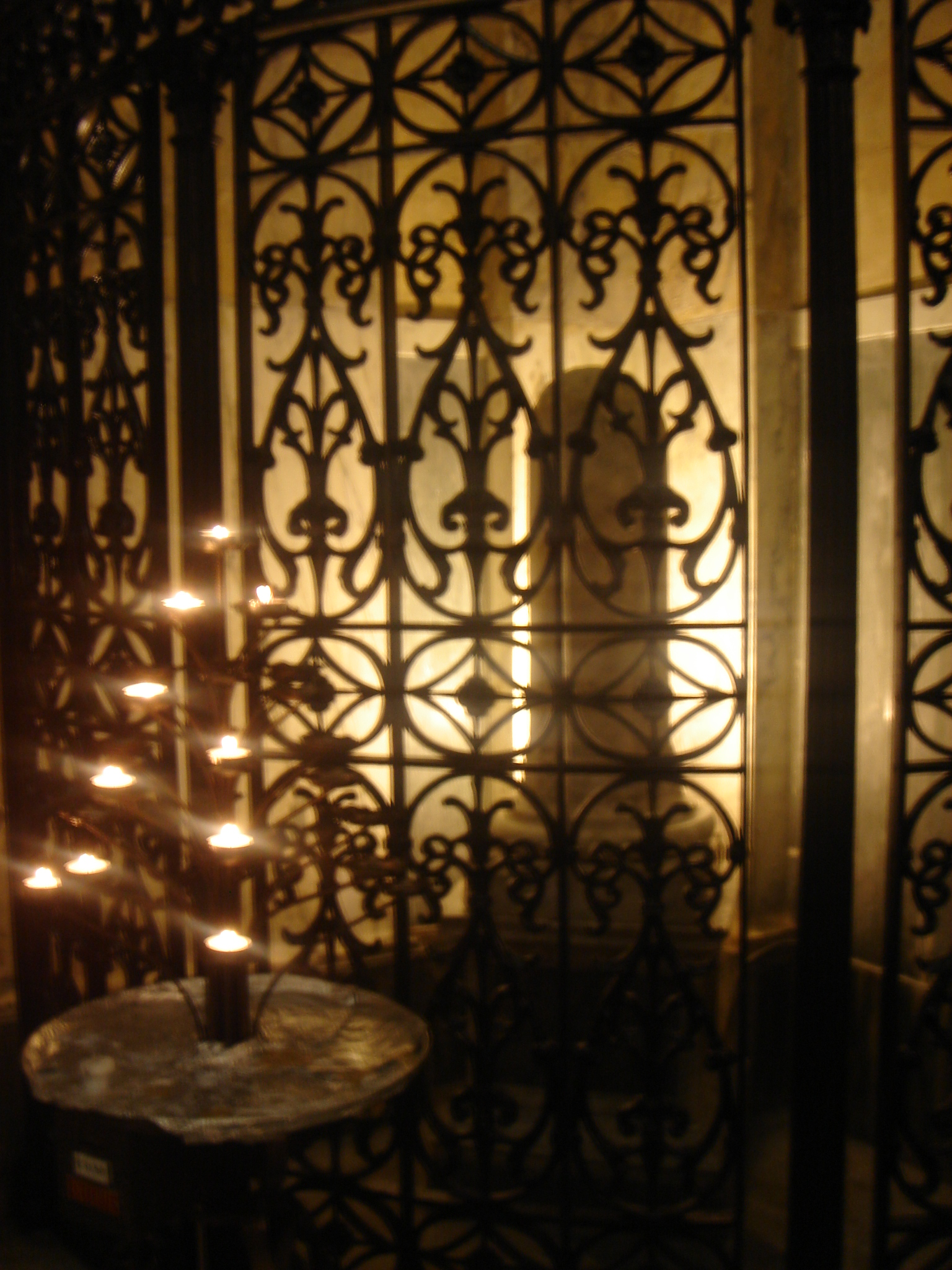
A coluna de São Paulo